# Kanton Cognac-2
Der Kanton Cognac-2 ist ein französischer Wahlkreis im Arrondissement Cognac, im Département Charente und in der Region Nouvelle-Aquitaine. Er umfasst einen Teilbereich der Stadt Cognac und sechs weitere Gemeinden südwestlich von Cognac. Bei der landesweiten Neuordnung der französischen Kantone wurde er 2015 neu geschaffen.

## Gemeinden
Der Kanton besteht aus sieben Gemeinden und Gemeindeteilen mit insgesamt 17.497 Einwohnern (Stand: 1. Januar 2022) auf einer Gesamtfläche von 64,05 km²:
| Gemeinde                | Einwohner 1. Januar 2022 | Fläche km² | Dichte Einw./km² | Code INSEE | Postleitzahl |
| ----------------------- | ------------------------ | ---------- | ---------------- | ---------- | ------------ |
| Ars                     | 689                      | 11,40      | 60               | 16018      | 16130        |
| Châteaubernard          | 3.793                    | 13,31      | 285              | 16089      | 16100        |
| Cognac                  | 9.793                    | 6,95       | 1.409            | 16102      | 16100        |
| Gimeux                  | 727                      | 7,40       | 98               | 16152      | 16130        |
| Javrezac                | 581                      | 3,66       | 159              | 16169      | 16100        |
| Merpins                 | 1.082                    | 10,46      | 103              | 16217      | 16100        |
| Saint-Laurent-de-Cognac | 832                      | 10,87      | 77               | 16330      | 16100        |
| Kanton Cognac-2         | 17.497                   | 64,05      | 273              | 1612       | –            |

1. ↑   Nur der südwestliche Teil der Gemeinde, der Rest gehört zum Kanton Cognac-1.

Bis auf die Gemeinde Louzac-Saint-André gleicht sein Zuschnitt demjenigen des ehemaligen Kantons Cognac-Sud.

## Politik
| Vertreter im Departementrat | Vertreter im Departementrat       | Vertreter im Departementrat |
| Amtszeit                    | Namen                             | Partei                      |
| --------------------------- | --------------------------------- | --------------------------- |
| 2015–2021                   | Pierre Yves Briand Emilie Richaud | MoDem DVD                   |
| 2021–                       | Pierre Yves Briand Emilie Richaud | MoDem DVD                   |